# NGC 3470
NGC 3470 је спирална галаксија у сазвежђу Велики медвед која се налази на NGC листи објеката дубоког неба.
Деклинација објекта је + 59° 30' 38" а ректасцензија 10h 58m 44,8s. Привидна величина (магнитуда) објекта NGC 3470 износи 13,3 а фотографска магнитуда 14,1. NGC 3470 је још познат и под ознакама UGC 6060, MCG 10-16-38, CGCG 291-16, KCPG 259A, PGC 33040.